# Комарно (район)
Район Комарно (словац. Okres Komárno) — район Словакии. Находится в Нитранском крае.

## Население
| Год:                | 1994    | 2004    | 2014    | 2024    |
| ------------------- | ------- | ------- | ------- | ------- |
| Количество человек: | 109 329 | 107 290 | 103 360 | 98 829  |
| Разница:            |         | −1,86 % | −3,66 % | −4,38 % |

### Статистические данные (2001)
Национальный состав на 31.12.2020:
- Венгры — 64 %
- Словаки — 29 %
- Цыгане — 1,5 %
- Нет данных — 5,5 %

Конфессиональный состав:
- Католики — 61,1 %
- Реформаты — 16,7 %
- Лютеране — 3,5 %

#### Густота населения[2]
- 172чел./км2 в городах
- 58чел./км2 в сёлах

#### Возрастное разделение[2]
- 0-14 лет: 13 %.
- 15-64 лет: 68 %.
- 64+ лет: 19 %.